# И Дзиенлиен
И Цзянлян (на китайски: 易建联;) е китайски баскетболист, тежко крило. Известен с играта си в НБА за тимовете на Милуоки Бъкс, Ню Джърси Нетс, Вашингтон Уизърдс и Далас Маверикс и за китайския национален отбор, с който има участия на 4 Олимпиади. През 2012 г. е знамецосец на китайската делегация на Олимпиадата в Лондон.

## Клубна кариера
Започва кариерата си през 2002 г. Гуандонг Саутърн Тайгърс. През първия си професионален сезон става новобранец на годината в Китайската баскетболна асоциация. В следващите три сезона Цзанлян се превръща в голямата звезда на „тигрите“ и ги извежда до три поредни шампионски титли. През 2006 г. е избран за най-полезен играч във финалите на асоциацията. През сезон 2006/07 записва рекордните в кариерата си 24.9 точки и 11.5 борби средно на мач, но Тайгърс губи титлата от Баи Рокетс.
През 2007 г. е изтеглен в драфта на НБА под номер 6 от Милуоки Бъкс. Кариерата му в САЩ започва силно, като И измества от титулярното място Чарли Вилянуева и през декември 2007 г. е избран за новобранец на месеца. На 22 декември отбелязва рекордните си 29 точки в мач с Шарлът Бобкетс. Дзянлян участва в звездния мач на новаците в лигата в началото на 2008 г. През април 2008 г. получава контузия и пропуска остатъка от сезона. През първия си сезон в НБА И записва 66 мача със средни показатели 8.6 точки и 5.2 борби.
През 2008 г. тежкото крило преминава в Ню Джърси Нетс като част от сделката за Ричард Джеферсън. И започва силно с екипа на Нетс, като е основен играч в началото на сезона. Контузия обаче вади китаеца от строя през януари 2009 г. Дзянлян завършва сезона с 8.6 точки и 5.3 борби средно за 61 мача. Травмите продължават да преследват крилото и през следващия сезон, когато И пропуска 30 срещи от сезона. Въпреки това, показателите му се подобряват, като записва 12 точки и 7.2 борби средно на мач. Нетс обаче не успява да се класира за плейофите и играчът е трансфериран във Вашингтон Уизърдс. Крилото не успява да се наложи в тима от столицата на САЩ и през 2011 г. разтрогва договора си.
По време на локаута в НБА И се завръща в Гуандонг Саутърн Тайгърс. В началото на 2012 г. Дзянлян подписва с Далас Маверикс. Известно време играе за сателитния тим на Далас Тексас Леджъндс, след което се завръща в Маверикс. Китаецът обаче не успява да пребори конкуренцията на Дирк Новицки и записва само по 2.6 точки в 30 мача.
От лятото на 2012 г. отново е част от Гуандонг Саутърн Тайгърс. През 2013 г. става шампион на Китайската баскетболна асоциация. През лятото на 2016 г. подписва с Лос Анджелис Лейкърс. Малко преди началото на сезона обаче Дзянлян разтрогва с „езерняците“.

## Национален отбор
Дебютира за националния отбор на Олимпиадата в Атина през 2004 г. Участва с тима на световното първенство през 2006 г. и помага на китайския отбор да играе 1/4-финал на домакинската Олимпиада в Пекин през 2008 г. През 2011 г. печели азиатското първенство и е определен за най-полезен играч на турнира. И играе и на олимпийските игри през 2012 г., където записва 10.2 борби и 2.2 блокирани изстрела средно на мач.
През 2015 г. Дзянлян отново печели златото в азиатското първенство, а през 2016 г. участва на своята 4-та Олимпиада. В Рио де Жанейро обаче Китай завършва едва на 12-о място.

## Успехи
- Шампион на Китай – 2004, 2005, 2006, 2013
- Шампион на Азия – 2005, 2011, 2015
- Азиатски игри – 2006
- MVP на финалите на Китайската баскетболна асоциация – 2006, 2013
- MVP на Китайската баскетболна асоциация – 2013, 2014, 2015, 2016
- MVP на шампионата на Азия – 2011, 2015